# Iglesia de Ateni Sioni
La iglesia de Ateni Sioni (en georgiano: ატენის სიონი) es una iglesia ortodoxa georgiana de principios del siglo VII en el pueblo de Ateni, a unos 10 km al sur de la ciudad de gori, Georgia. Se encuentra en un entorno del valle del río Tana, conocido no solo por sus monumentos históricos, sino también por sus paisajes pintorescos y su vino. El nombre "Sioni" deriva del monte Sion en Jerusalén.   

## Historia
Sioni es un ejemplo temprano de una "iglesia de cuatro ábsides con cuatro nichos" abovedada (entre los cuatro ábsides hay nichos de tres cuartos cilíndricos que están abiertos al espacio central). El interior cruciforme de la iglesia mide 24 x 19,22 m, y sus fachadas están revestidas con piedras rectangulares talladas de color gris verdoso, ricamente decoradas con ornamentos y relieves figurativos. La iglesia no está datada, pero tiene un diseño muy similar al Monasterio de Jvari en Mtskheta, que generalmente se considera que la precedió, y, por lo tanto, algunos historiadores del arte la han calificado como parte del grupo de iglesias "tipo Jvari". Todosak, un nombre mencionado en una inscripción armenia sin fecha en la fachada sur como "Yo, Todosak, el constructor de esta santa iglesia", se considera que fue un arquitecto armenio de la iglesia original o su renovador de finales del siglo X.

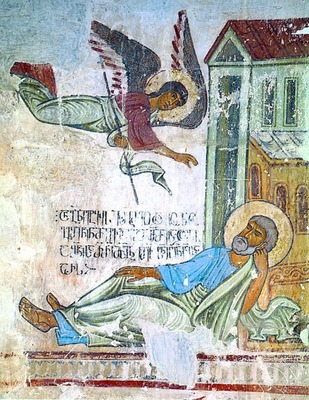
"El sueño de José ". Mural de Ateni.

Las paredes de la iglesia contienen las primeras inscripciones conocidas en Nuskhuri o Nuskha-Khutsuri, una de las versiones del antiguo alfabeto georgiano, que datan de 835. Los primeros ejemplos conocidos de Mkhedruli, escritura georgiana utilizada actualmente, también se encuentran en la iglesia de Ateni Sioni y datan de la década de 980. Una de las inscripciones en la iglesia conmemora a Adarnase I de Tao-Klarjeti, el primer noble georgiano documentado de la dinastía Bagrationi, padre de Ashot I, fundador de la nueva línea real de Georgia.